# بیل کاپول
بیل کاپول (انگلیسی: Bill Capewell؛ 1878 – ?) بازیکن فوتبال اهل بریتانیا بود.
از باشگاه‌هایی که در آن بازی کرده‌است می‌توان به باشگاه فوتبال استوک سیتی و باشگاه فوتبال ردینگ اشاره کرد.